# Linothele javieri
Espèce
Linothele javieri est une espèce d'araignées mygalomorphes de la famille des Dipluridae.

## Distribution
Cette espèce est endémique de la province d'Imbabura en Équateur,. Elle se rencontre vers Junin.

## Description
La femelle holotype mesure 21,82 mm.

## Systématique et taxinomie
Cette espèce a été décrite par Dupérré et Tapia en 2023.

## Étymologie
Cette espèce est nommée en l'honneur de Darwin Javier Ramírez Piedra.

## Publication originale
- Dupérré, Tapia & Bond, 2023 : « Review of the spider genus Linothele (Mygalomorphae, Dipluridae) from Ecuador – an exceptional case of speciation in the Andes. » Arthropoda, vol. 1, no 3, p. 68-341.